# The Hidden Wiki
The Hidden Wiki —en català el wiki ocult— és un wiki del projecte Tor que tothom pot editar anònimament. La pàgina principal serveix com a directori d'enllaços cap a altres webs .onion. Com a servei secret, The Hidden Wiki opera a través del pseudo-domini de nivell superior .onion, que només pot ser accedit a través de Tor. La seva pàgina principal ofereix un directori d'enllaços mantingut per la comunitat per a altres serveis ocults, incloent-hi enllaços a blanqueig de diners, assassinat per encàrrec, els ciberatacs de lloguer, els productes químics de contraban, i la fabricació de bombes. La resta del wiki també és essencialment sense censura i ofereix enllaços a llocs d'allotjament de pornografia infantil i imatges d'abús.
El projecte va néixer en 2007 i a partir de diversos atacs massius el 2014 va haver de dividir-se en diverses branques, copiant el contingut a altres llocs mirall de forma paral·lela. La polèmica va acompanyar l'atac d'Anonymous en 2011 per tancar els llocs de pornografia infantil hostatjats (Lolita City).